# Penstemon havardii
Penstemon havardii är en grobladsväxtart som beskrevs av Asa Gray. Penstemon havardii ingår i släktet penstemoner, och familjen grobladsväxter. Inga underarter finns listade i Catalogue of Life.